# N-アセチルガラクトサミン-6-スルファターゼ
N-アセチルガラクトサミン-6-スルファターゼ(N-acetylgalactosamine-6-sulfatase、EC 3.1.6.4)は、コンドロイチン硫酸のN-アセチルガラクトサミン-6-硫酸やケラタン硫酸のD-グルコース-6-リン酸から6-硫酸基を切り出す化学反応を触媒する酵素である。
この酵素は加水分解酵素、特に硫酸エステル加水分解酵素に分類される。系統名は、N-アセチル-D-ガラクトサミン-6-硫酸 6-スルホヒドロラーゼ(N-acetyl-D-galactosamine-6-sulfate 6-sulfohydrolase)である。chondroitin sulfatase、chondroitinase、galactose-6-sulfate sulfatase、acetylgalactosamine 6-sulfatase、N-acetylgalactosamine-6-sulfate sulfatase、N-acetylgalactosamine 6-sulfatase等とも呼ばれる。この酵素はグリコサミノグルカンや糖鎖の分解に関与している。

## 欠損症
モルキオ症候群は、この酵素の欠損によって発生する珍しい先天性疾患である。治療の選択肢には、エロスルファーゼ アルファと呼ばれる人工酵素を用いた酵素補充療法がある。